# Donations d'Alexandrie
 (juillet 2024).
Si vous disposez d'ouvrages ou d'articles de référence ou si vous connaissez des sites web de qualité traitant du thème abordé ici, merci de compléter l'article en donnant les références utiles à sa vérifiabilité et en les liant à la section « Notes et références ».

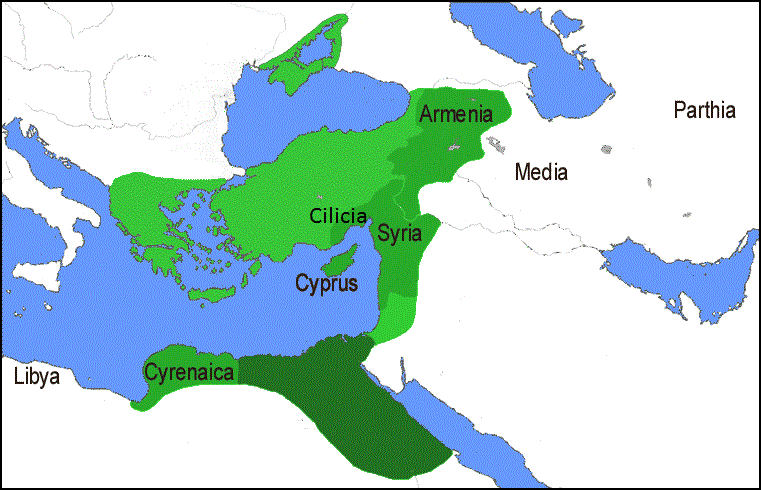
Carte des Donations d'Alexandrie.

Les Donations d'Alexandrie sont un événement politique en 34 av. J.-C. consistant à un accord entre Cléopâtre VII et de Marc Antoine où ils s'accordent sur une transmission des terres détenues par la République romaine et la Parthie au profit de Cléopâtre et ses enfants. De plus, de nombreux titres leur sont attribués, en particulier pour Ptolémée XV (Césarion), le fils de Jules César.
Concrètement, les provinces romaines de Libye, Cœlé-Syrie et Chypre sont données aux souverains d'Égypte (Cléopâtre VII et Ptolémée XV). Les royaumes d’Arménie, de Parthie et de Médie (qui restent à conquérir) sont donnés à Alexandre Hélios, fils aîné de Cléopâtre VII et de Marc Antoine, tandis que la Phénicie, la Syrie et la Cilicie sont réservés pour le plus jeune, Ptolémée Philadelphe. Leur sœur de Cléopâtre VII, Cléopâtre Séléné, reçoit elle la Crète et la Cyrénaïque.
Il s'agissait du second de deux dons de ce type car une donation similaire a eu lieu deux ans plus tôt à Antioche en 36 av. J.-C.. Cette décision de Marc Antoine cause une rupture dans ses relations avec Rome et sont parmi les causes de la Dernière Guerre civile de la République romaine, le Sénat romain refusant de valider l'accord.